# Edgar Moon
Edgar „Gar” Moon (ur. 3 grudnia 1904 w Queenslandzie, zm. 26 maja 1976) – australijski tenisista, zwycięzca Australian Championships w grze pojedynczej, podwójnej i mieszanej, reprezentant w Pucharze Davisa.
Pochodził ze stanu Queensland.

## Kariera tenisowa
Moon był zawodnikiem praworęcznym, wszechstronnym, dobrze grającym przede wszystkim z głębi kortu.
Moon zwrócił na siebie uwagę kibiców tenisowych zwycięstwem nad Geraldem Pattersonem w 1 rundzie Australasian Championships (obecnie Australian Open) w 1926 roku. Rezultat ten prasa sportowa w Australii skomentowała grą słów „New star is born – it's Moon!” („Narodziła się nowa gwiazda – to Moon”, ang. księżyc).
W 1928 roku Moon był po raz pierwszy w wielkoszlemowym finale – w Australian Championships, partnerując w grze podwójnej Jimowi Willardowi, przegrał 2:6, 6:4, 4:6, 4:6 z Jacques’em Brugnonem i Jeanem Borotrą. Również w 1928 roku osiągnął finał U.S. National Championships (Obecnie US Open), tym razem w grze mieszanej, w parze z Edith Cross. Na drodze do końcowego zwycięstwa stanęli John Hawkes i Helen Wills Moody, którzy rozstrzygnęli decydujący mecz na swoją korzyść.
Pierwszy tytuł wielkoszlemowy Moon wywalczył w 1929 roku w rodzinnym kraju. Wygrał wówczas grę mieszaną razem z Daphne Akhurst, po finałowym zwycięstwie nad Jackiem Crawfordem i Marjorie Cox Crawford. Rok później triumfował w tej imprezie w grze pojedynczej, w półfinale pokonując Crawforda, a w finale Harry’ego Hopmana. Mistrzostwo Australian Championships w trzeciej konkurencji, w deblu, odniósł w 1932 roku, kiedy w parze z Crawfordem pokonał w finale Hopmana i Pattersona. W 1934 roku po raz drugi zwyciężył w grze mieszanej, tym razem wspólnie z Joan Hartigan, po finałowym zwycięstwie nad Emily Hood Westacott i Rayem Dunlopem. Dodatkowo Moon przegrywał 2 razy w finałach debla mistrzostw Australii – w 1929 roku w parze z Jackem Cummingsem uległ Crawfordowi i Hopmanowi, a w 1933 roku w parze z Crawfordem przegrał z Keithem Gledhillem i Ellsworthem Vinesem.
W 1930 roku został powołany do reprezentacji Australii w Pucharze Davisa. Rozegrał cztery pojedynki singlowe z przeciwnikami ze Szwajcarii i Irlandii, wszystkie wygrywając. W kolejnych meczach tego sezonu Australia, z Crawfordem i Hopmanem w roli singlistów, dotarła do półfinału strefy europejskiej, gdzie przegrała z Włochami.

### Finały w turniejach wielkoszlemowych

#### Gra pojedyncza (1–0)
| Końcowy wynik | Nr | Data | Turniej                             | Nawierzchnia | Przeciwnik   | Wynik finału  |
| ------------- | -- | ---- | ----------------------------------- | ------------ | ------------ | ------------- |
| Zwycięzca     | 1. | 1930 | Australian Championships, Melbourne | Trawiasta    | Harry Hopman | 6:3, 6:1, 6:3 |

#### Gra podwójna (1–3)
| Końcowy wynik | Nr | Data | Turniej                             | Nawierzchnia | Partner       | Przeciwnicy                    | Wynik finału            |
| ------------- | -- | ---- | ----------------------------------- | ------------ | ------------- | ------------------------------ | ----------------------- |
| Finalista     | 1. | 1928 | Australian Championships, Sydney    | Trawiasta    | James Willard | Jean Borotra Jacques Brugnon   | 2:6, 6:4, 4:6, 4:6      |
| Finalista     | 2. | 1929 | Australian Championships, Adelaide  | Trawiasta    | Jack Cummings | Jack Crawford Harry Hopman     | 1:6, 8:6, 6:4, 1:6, 3:6 |
| Zwycięzca     | 1. | 1932 | Australian Championships, Adelaide  | Trawiasta    | Jack Crawford | Harry Hopman Gerald Patterson  | 12:10, 6:3, 4:6, 6:4    |
| Finalista     | 3. | 1933 | Australian Championships, Melbourne | Trawiasta    | Jack Crawford | Keith Gledhill Ellsworth Vines | 4:6, 8:10, 2:6          |

#### Gra mieszana (2–1)
| Końcowy wynik | Nr | Data | Turniej                                | Nawierzchnia | Partnerka      | Przeciwnicy                         | Wynik finału |
| ------------- | -- | ---- | -------------------------------------- | ------------ | -------------- | ----------------------------------- | ------------ |
| Finalista     | 1. | 1928 | U.S. National Championships, Nowy Jork | Trawiasta    | Edith Cross    | Helen Wills Moody John Hawkes       | 1:6, 3:6     |
| Zwycięzca     | 1. | 1929 | Australian Championships, Adelaide     | Trawiasta    | Daphne Akhurst | Marjorie Cox Crawford Jack Crawford | 6:0, 7:5     |
| Zwycięzca     | 2. | 1934 | Australian Championships, Sydney       | Trawiasta    | Joan Hartigan  | Emily Hood Westacott Ray Dunlop     | 6:3, 6:4     |